# Robert Žan
Robert Žan (Jesenice, 28 aprile 1967) è un allenatore di sci alpino ed ex sciatore alpino sloveno che gareggiò per la nazionale jugoslava.

## Biografia
Žan, specialista delle prove tecniche, debuttò in campo internazionale in occasione dei Mondiali juniores di Sugarloaf 1984 e l'anno dopo nella rassegna iridata giovanile di Jasná 1985 vinse la medaglia d'oro nello slalom gigante. Ottenne il primo piazzamento in Coppa del Mondo il 17 gennaio 1988 a Bad Kleinkirchheim in slalom speciale (4º) e tale risultato sarebbe rimasto il migliore di Žan nel massimo circuito; ai successivi XV Giochi olimpici invernali di Calgary 1988, sua unica presenza olimpica, fu 23º nello slalom gigante e non completò lo slalom speciale. Il suo ultimo piazzamento agonistico fu il 12º posto ottenuto nello slalom gigante di Coppa del Mondo disputato a Park City il 23 novembre 1989; dopo il ritiro è divenuto allenatore nei quadri della Federazione sciistica della Slovenia.

## Palmarès

### Mondiali juniores
- 1 medaglia:
  - 1 oro (slalom gigante a Jasná 1985)

### Coppa del Mondo
- Miglior piazzamento in classifica generale: 69º nel 1988

### Campionati jugoslavi
- 4 medaglie (dati parziali)[1]:
  - 1 oro (combinata nel 1987)
  - 1 argento (slalom gigante nel 1987)
  - 2 bronzi (discesa libera, supergigante nel 1987)